# Idioma protosudánico
El protosudánico o protosudanés fue intento de reconstrucción lingüística del ancestro de la hipotética familia de lenguas sudánicas, propuesta por Diedrich Westermann en 1911. 
El trabajo de Westerman incluía las palabras comunes de las lenguas sudánicas, unos 380 lexemas. Westermann determinó la "forma original de la palabra, que se llama Ur-Sudán", "determinando los prefijos, infijos y sufijos adjuntos a la palabra y separándolos de la raíz real". Westermann describió al protosudánico como una construcción hipotética con el objetivo de reconstruir los sonidos originales.
En la actualidad la familia sudánica tal como la propuso Westermann ha sido deschada como clasificación filogenética válida, ya que incluía lenguas que actualmente con mejores datos se han clasificado dentro de diferntes grupos, por lo que su reconstrucción del protosudánico se considera espuria.